# Kamil Paša
Kamil Paša (turecky: Kıbrıslı Mehmet Kamil Paşa, "Mehmed Kamil Paša Kyperský", 1833 – 14. listopadu 1913) byl osmanský státník turecko-kyperského původu na přelomu 19. a 20. století, který zastával, kromě regionálních a mezinárodních postů v rámci osmanského státu, též titul velkého vezíra, a to během čtyř na sebe nenavazujících období.
Narodil se roku 1833 v Nikósii, jako syn kapitána Saliha Agy z vesnice Gaziler na Kypru. Svoji první funkci zastával na dvoře egyptského chedíva, jehož závislost na centrální osmanské vládě v Konstantinopoli byla v té době již toliko formální. V průběhu výkonu této funkce navštívil Londýn na Světové výstavě roku 1851, byvše zodpovědný za jednoho z chedívových synů. Kamilův pobyt v Anglii v něm zanechal celoživotní obdiv k Británii, což se projevovalo během jeho další kariéry v Osmanské říši, kdy byl všeobecně znám jako anglofil.
Po dalších deseti letech strávených v Egyptě, Mehmed Kamil nakonec vyměnil v roce 1860 služby pro Abbase I. za služby osmanské vládě a po následujících devatenáct let - tedy od doby, kdy poprvé vstoupil do vlády -, strávil v různých administrativních funkcích po celé Osmanské říši. Spravoval nebo pomáhal spravovat provincie jako Východní Rumélie, Hercegovina, Kosovo i svůj rodný Kypr.
Mezi lety 1885 a 1913 zastával čtyřikrát funkci velkého vezíra. Jednalo se o následující období:
- od 25. září 1885 do 4. září 1891, pod vládou Abdülhamida II.,
- od 2. října 1895 do 7. listopadu 1895, pod vládou Abdülhamida II.,
- od 5. srpna 1908 do 14. února 1909, pod vládou Abdülhamida II. a během Druhé Ústavní éry v Osmanské říši,
- a od 29. října 1912 do 23. ledna 1913, pod vládou Mehmeda V. a během Druhé Ústavní éry v Osmanské říši.

V květnu 1913 se vrátil na rodný Kypr, který nespatřil po celá léta svého angažování ve vládních záležitostech, tedy po celá svá předchozí léta od roku 1864.
Důvodem však rozhodně nebyla nostalgie po domově. Po mladoturecké revoluci z roku 1908, se Kamil zpočátku snažil o kompromis s novými držiteli moci. Záhy však změnil názor a rozhodl se mladotureckému režimu oponovat. Stal se oficiálním reprezentantem tzv. "liberální" (ve skutečnosti však konzervativně-tradicionalistické) opozice. Po svržení mladotureckého režimu v létě 1912, nastoupil opět do úřadu Velkého vezíra. Ale neměl čas konsolidovat svou moc, neboť Osmanská říše vstoupila do první balkánské války 1912-1913, v níž utrpěla těžké vojenské porážky, doprovázené masakry a masovým vyháněním muslimských obyvatel z balkánských provincií. V lednu 1913 se Kamilova vláda rozhodla přijmout těžké mírové podmínky, obnášející ztrátu většiny dosavadních území na Balkáně. Mladí Turci v ozbrojených silách využili tento okamžik, kdy vláda byla z pochopitelných důvodů slabá a neoblíbená, k úspěšnému převratu.
Kamilu Pašovi bylo uloženo domácí vězení a byl postaven pod dohled. Za této situace byl bývalému Velkému vezírovi nabídnut ze strany jeho britského přítele Lorda Kitchenera trvalý pobyt v Káhiře, rovnající se fakticky exilu. Kamil Paša tuto nabídku přijal, ale po třech měsících v Egyptě se rozhodl přesídlit na svůj rodný Kypr, kde by vyčkal případného obratu v politické štěstěně ve svůj prospěch.
Pět týdnů po návratu na Kypr, v červnu 1913, byl jeho mladoturecký nástupce v úřadu Velkého vezíra Mahmud Ševket Paša zavražděn. Stalo se tak nejspíš jako pomsta za vraždu Nazima Pašy. Mladoturecký režim reagoval persekucí známých opozičních politiků. Prominentní staroturci byli buď vykázáni ze země, nebo uprchli. Ahmed Džemal Paša, tehdejší mladoturecký prefekt Konstantinopole, naznačil Kamilově rodině, že Kamil Paša musí opustit Osmanskou říši, nebo bude zatčen. Kamil Paša tak společně se svoji rodinou odešel do exilu.
Dne 14. října 1913, uprostřed plánů na další návštěvu Anglie zamýšlenou na následující rok, Mehmed Kamil Paša náhle zemřel.
Sir Ronald Storrs, britský guvernér Kypru v letech 1926-1932, se přičinil o vztyčení památníku nad Kamilovým hrobem. Mimo to formuloval anglický nápis, který byl vytesán pod nápisem tureckým:
His Highness Kiamil Pasha

Son of Captain Salih Agha of Pyroi

Born in Nicosia in 1833

Treasury Clerk

Commissioner of Larnaca

Director of Evqaf

Four times Grand Vizier of the Ottoman Empire

A Great Turk and

A Great Man.

překlad:

Jeho Výsost Kamil Paša

Syn kapitána Saliha Agha Pyroi

Narodil se v roce 1833 v Nikósii

Úředník pokladny

Komisař Larnaca

Direktor Evqaf

Čtyřikrát Velkovezír Osmanské říše

Velký Turek a

Velký muž.